# Le château de sable
Le château de sable (dt. Die Sandburg) ist ein kanadischer animierter Kurzfilm von Co Hoedeman aus dem Jahr 1977.

## Handlung
In einer Wüste formt der Wind den Sand in Wellen. Aus einer Düne kämpft sich ein Männchen an die Oberfläche. Es formt verschiedene merkwürdige Wesen aus Sand, so ein schneckenähnliches Wesen, Würmern oder Seesternen gleichende Figuren, aber auch zwei menschenähnliche Wesen, die nur aus einem Kopf und zwei Armen bestehen. Allen erörtert er seinen Plan: Er will eine große Sandburg bauen. Gemeinsam gehen sie ans Werk und jeder formt mit seinen Mitteln Türme, Mauern, Fenster, Wege und Türen. Am Ende ist das Werk vollbracht und die Erbauer jubeln.
Plötzlich kommt ein Sandsturm auf. Die Erbauer flüchten sich in ihre Burg, die jedoch unter dem Wind langsam zerfällt und schließlich vollständig unter Sand begraben liegt.

## Produktion
Der Film, der in Stop-Motion gedreht wurde, enthält keine Dialoge.

## Auszeichnungen
Le château de sable gewann 1978 den Oscar in der Kategorie „Bester animierter Kurzfilm“ und wurde im selben Jahr für einen BAFTA als Short Fictional Film nominiert. Auf dem Festival d’Animation Annecy wurden Co Hoedeman (für Le château de sable) und Paul Driessen (für David) mit dem Grand Prix ausgezeichnet.